# Pandemia di COVID-19 in Somalia
Il primo caso della pandemia di COVID-19 in Somalia è stato confermato il 16 marzo 2020.
Il primo ministro somalo, Hassan Ali Khayre ha annunciato che il governo ha predisposto 5 milioni di dollari per far fronte alla pandemia, l'Associazione medica somala ha espresso forti preoccupazioni relative ai possibili effetti della pandemia nel Paese. Ci sono state anche preoccupazioni per la libertà di stampa a seguito di arresti e intimidazioni a giornalisti che hanno parlato della pandemia in Somalia.

## Antefatti
Il 12 gennaio 2020, l'Organizzazione mondiale della sanità (OMS) ha confermato che un nuovo coronavirus era la causa di una nuova infezione polmonare che aveva colpito diversi abitanti della città di Wuhan, nella provincia cinese dell'Hubei, il cui caso era stato portato all'attenzione dell'OMS il 31 dicembre 2019.
Sebbene nel tempo il tasso di mortalità del COVID-19 si sia rivelato decisamente più basso di quello dell'epidemia di SARS che aveva imperversato nel 2003, la trasmissione del virus SARS-CoV-2, alla base del COVID-19, è risultata essere molto più ampia di quella del precedente virus del 2003, ed ha portato a un numero totale di morti molto più elevato.
Il 5 maggio 2023, l'Organizzazione mondiale della sanità dichiara ufficialmente la fine della pandemia.

## Cronologia

### Marzo
Il 16 marzo è stato confermato il primo caso in Somalia, si trattava di un cittadino di ritorno dalla Cina.

### Aprile
L'8 aprile, il governo ha confermato la prima morte.
Il 12 aprile, la Somalia ha confermato la sua seconda morte, Khalif Mumin Tohow, il ministro della giustizia dello stato di Hirshabelle, è deceduto all'ospedale Martini di Mogadiscio il giorno dopo essere risultato positivo a Jowhar.
Il 17 aprile, la ministra della sanità, la dott.ssa Fowysia Abikar Nur, ha affermato che altri 36 casi sono risultati positivi (27 maschi, resto femminile; 30 tra i 20 ei 39 anni (83%) e 6 tra i 40 anni e 59 anni (14%). Pertanto, il numero totale di casi confermati ha raggiunto quota 116, e un'altra persona è morta.
Al 25 aprile i casi erano 390 di cui 18 decessi.

### Maggio
Al 2 maggio i casi totali ammontavano a 601 di cui 28 decessi, sebbene sia stato riferito che il numero effettivo di decessi potrebbe essere significativamente più alto.